# Lakewood (Ohio)
Lakewood ist eine City im Cuyahoga County im US-Bundesstaat Ohio. Sie liegt am Südufer des Eriesees, unmittelbar westlich von Cleveland, ist 6,7 Quadratmeilen (17,35 km²) groß und hatte 50.942 Einwohner (Stand: Volkszählung 2020), davon 82,7 % Weiße. Die Stadt ist hinter Cleveland und Parma die drittgrößte Kommune im Cuyahoga County.
Das Stadtgebiet besitzt eine annähernd rechteckige Form, begrenzt durch die West 117th Street im Osten, den Rocky River im Westen, den Eriesee im Norden und die Interstate 90 Chicago–Cleveland im Süden. Es erstreckt sich dabei rund 5,6 Kilometer in West-Ost-Richtung und etwa drei Kilometer tief ins Landesinnere. Die angrenzenden Städte sind Cleveland im Süden und Osten sowie die Stadt Rocky River im Westen. Lakewood zählt zum inneren und damit älteren Vorortgürtel Clevelands, der vor dem Zweiten Weltkrieg entstanden ist und heute vollständig bebaut ist.

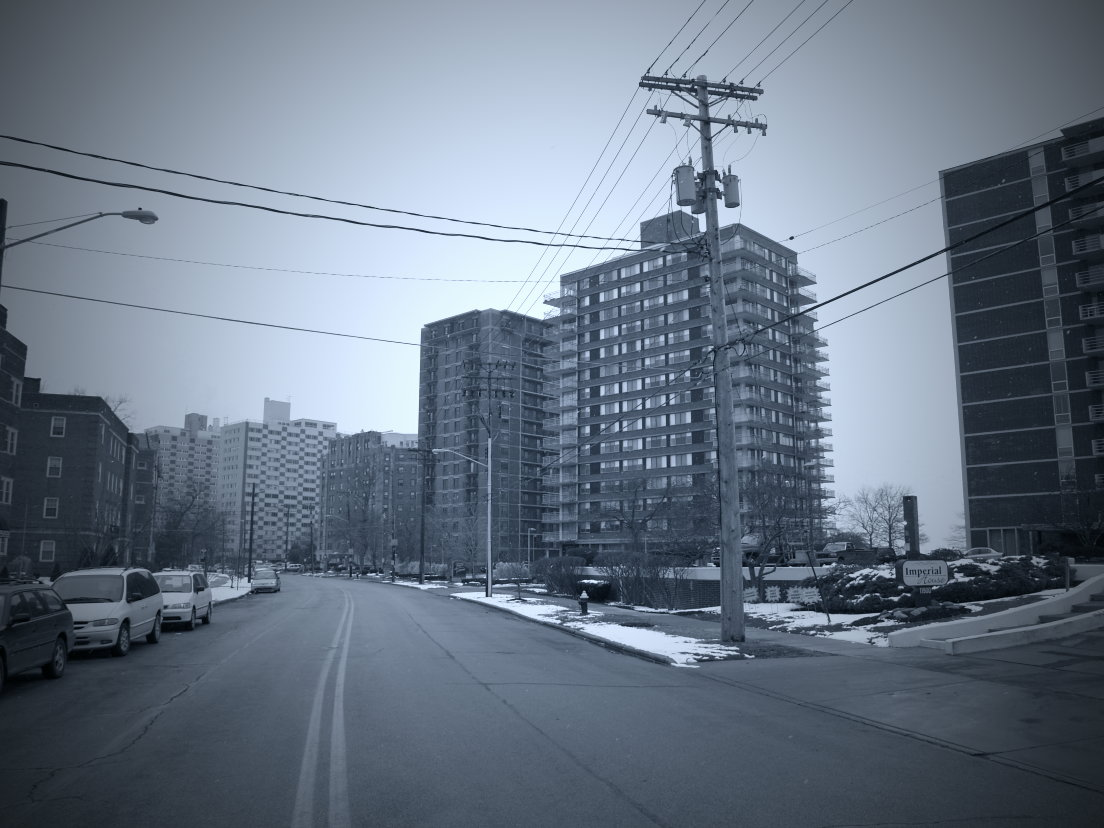
Wohnhochhäuser am Seeufer

Lakewood ist eine reine Wohngemeinde und von dichter, kleinteiliger Bebauung geprägt. Im äußersten Nordosten des Stadtgebiets, direkt am Seeufer, steht eine Reihe bis zu 30-stöckiger Hochhäuser mit luxuriösen Eigentumswohnungen aus den 1960er und 1970er Jahren. Das Stadtzentrum bildet die Detroit Avenue zu beiden Seiten der Warren Road. Nennenswerte Industrie gibt es nicht; größter Arbeitgeber ist das örtliche Krankenhaus mit (2006) 1060 Beschäftigten.
Die Gegend war ursprünglich Teil des Rockport Township und unter der Bezeichnung East Rockport bekannt. Ab 1885 wurde in Anbetracht der naturräumlichen Beschaffenheit der Name Lakewood (deutsch: Seeholz) verwendet. Der Ort wurde 1903 als village ausgegründet und 1911 zur Stadt erhoben. Die Nähe zu Cleveland sowie die Errichtung eines Elektrizitätswerks (1896) und einer Straßenbahnlinie (1903) ließen die Stadt bis 1920 schnell auf über 40.000 Einwohner anwachsen. 1883 wurde ein Öl- und Gasfeld unter der Stadt entdeckt und innerhalb von rund 30 Jahren vollständig ausgebeutet.

## Persönlichkeiten
- Gertrude Astor (1887–1977), Schauspielerin
- Sammy Kaye (1910–1987), Orchesterleiter und Komponist
- William E. Schaufele junior (1923–2008), Diplomat
- Donald A. Henderson (1928–2016), Mediziner, Epidemiologie
- Teri Garr (1944–2024), Schauspielerin
- Seán Patrick O’Malley (* 1944), Kapuziner, Erzbischof von Boston und Kardinal
- Dana Wilson (* 1946), Komponist und Musikpädagoge
- Alan Boss (* 1951), Astrophysiker
- Ted Wass (* 1952), Schauspieler
- John L. Koprowski (* 1961), Säugetierforscher, Naturschutzbiologe und führender Experte für die Ökologie und den Schutz von Wildtieren
- Perry Saturn (* 1966), Wrestler
- Brad Friedel (* 1971), Fußballspieler
- Johnny Gargano (* 1987), Wrestler
- Katie Nageotte (* 1991), Leichtathletin